# 13557 Lievetruwant
13557 Lievetruwant eller 1992 OB9 är en asteroid i huvudbältet som upptäcktes den 24 juli 1992 av den belgiske astronomen Henri Debehogne vid La Silla-observatoriet. Den är uppkallad efter Godelieva Truwant.
Den har en diameter på ungefär 6 kilometer.